# Saint-Léonard-en-Beauce
Saint-Léonard-en-Beauce is een gemeente in het Franse departement Loir-et-Cher (regio Centre-Val de Loire) en telt 538 inwoners (1999). De plaats maakt deel uit van het arrondissement Blois.

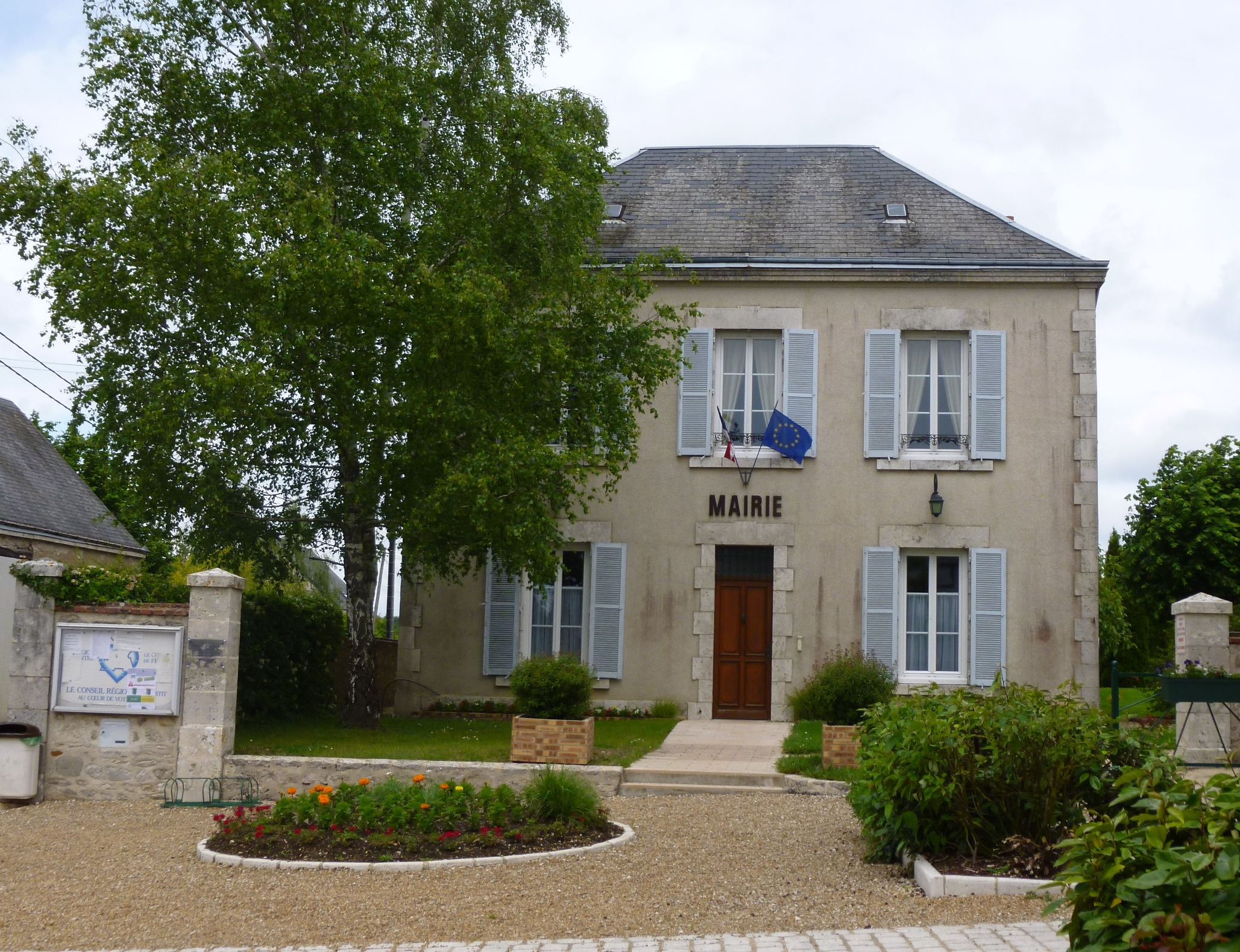
Gemeentehuis
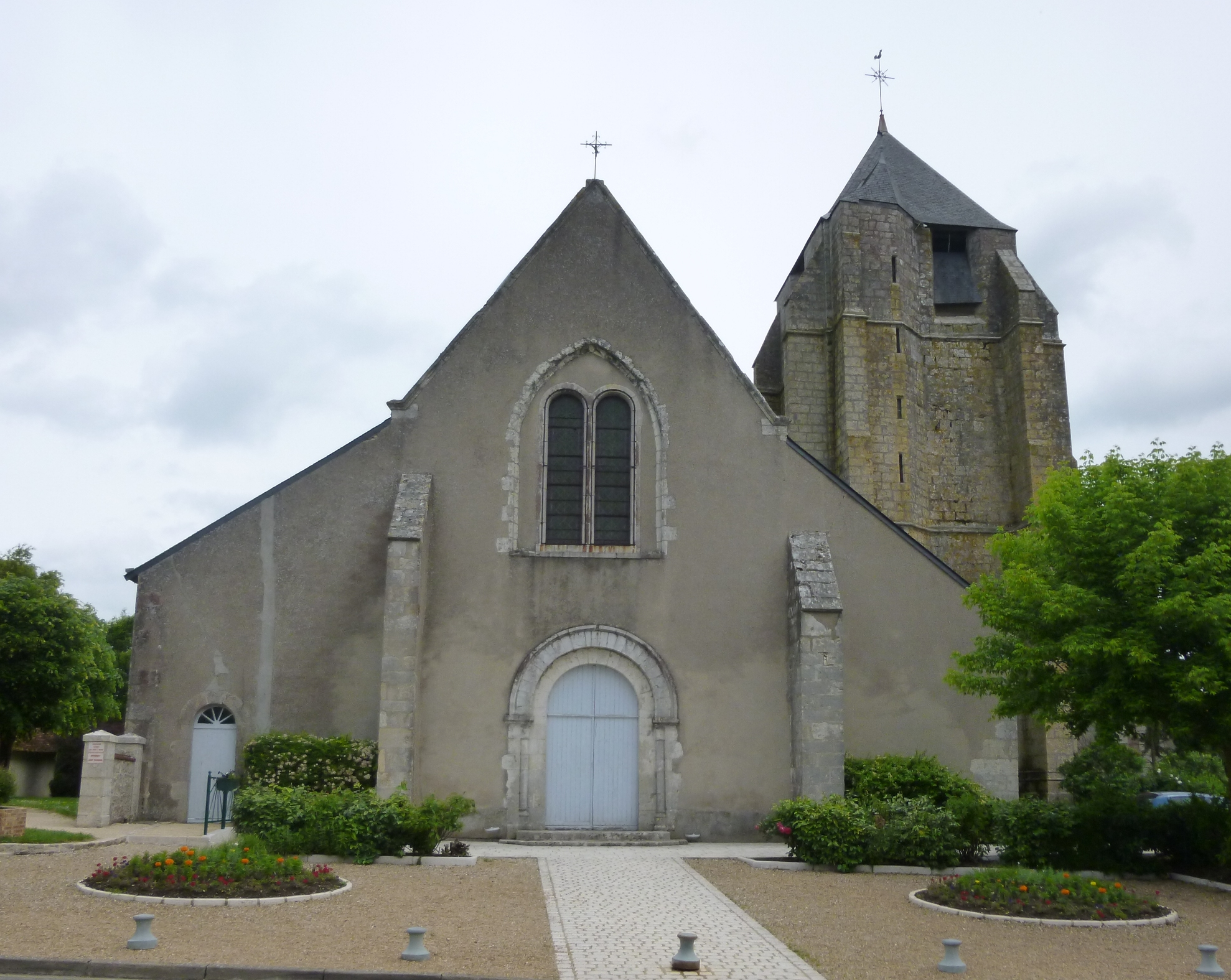
Kerk van Saint-Léonard-en-Beauce

## Geografie
De oppervlakte van Saint-Léonard-en-Beauce bedraagt 40,2 km², de bevolkingsdichtheid is 13,4 inwoners per km².
De onderstaande kaart toont de ligging van Saint-Léonard-en-Beauce met de belangrijkste infrastructuur en aangrenzende gemeenten.

## Demografie
Onderstaande figuur toont het verloop van het inwonertal (bron: INSEE-tellingen).